# Coupe d'Allemagne de football 1959
Navigation
Édition précédente Édition suivante
La coupe d'Allemagne de football 1959 est la seizième édition de l'histoire de la compétition. La finale a lieu à Cassel au Auestadion. 
Le Schwarz-Weiß Essen remporte le trophée pour la première fois. Il bat en finale le Borussia Neunkirchen sur le score de 5 buts à 2.

## Tour de qualification
Le résultat du tour de qualification.
| Date           | Domicile          | Extérieur          | Score |
| -------------- | ----------------- | ------------------ | ----- |
| 16 - 08 - 1959 | Hertha BSC Berlin | Schwarz-Weiß Essen | 3 - 6 |

## Demi-finales
Les résultats des demi-finales.
| Date           | Club recevant        | Score | Club visiteur      |
| -------------- | -------------------- | ----- | ------------------ |
| 03 - 10 - 1959 | Borussia Neunkirchen | 2 - 1 | VfR Mannheim       |
| 12 - 12 - 1959 | Hambourg SV          | 1 - 2 | Schwarz-Weiß Essen |

## Finale
| Entraîneur :   |
| Hans Wendlandt |

| Entraîneur : |
| Bernd Oles   |

| Entraîneur :   |
| Hans Wendlandt |

| Entraîneur : |
| Bernd Oles   |